# 247 (tal)
247 är det naturliga talet som följer 246 och som följs av 248.

## Inom vetenskapen
- 247 Eukrate, en asteroid.

## Inom matematiken
- 247 är ett udda tal.
- 247 är ett semiprimtal
- 247 är det 13:e pentagontalet.